# لهوتکا (ناحیه فریدک-میستک)
لهوتکا (به چکی: Lhotka) یک منطقهٔ مسکونی در جمهوری چک است که در ناحیه فریدک-میستک واقع شده‌است. لهوتکا ۷٫۲۲ کیلومتر مربع مساحت و ۵۱۳ نفر جمعیت دارد و ۴۳۳ متر بالاتر از سطح دریا واقع شده‌است.